# Formulario 10-K
Un Formulario 10-K es un informe anual requerido por la Comisión de Bolsa y Valores de EE. UU. (SEC, por sus siglas en inglés), que brinda un resumen completo del desempeño financiero de una compañía. 
El término es a veces usado para referirse al "Informe anual", el cual una compañía debe enviar a sus accionistas cuando celebra una reunión anual para elegir directores (aunque algunas compañías combinan el informe anual y el 10-K en un solo documento). El formulario 10-K incluye información como el historial de la compañía, la estructura organizacional, la compensación ejecutiva, equity, subsidiarias, estados financieros auditados, entre otros.
Las empresas con más de $10 millones de dólares en activos y clase de valores patrimonio con más de 2000 propietarios deben presentar informes anuales y otros informes periódicos, independientemente de si los valores se negocian de forma pública o privada. Hasta el 16 de marzo de 2009, las empresas más pequeñas podían usar el Formulario 10-KSB. Si un accionista solicita el Formulario 10-K de una compañía, la compañía debe proporcionar una copia. Además, la mayoría de las compañías grandes deben divulgar en el Formulario 10-K si pone a disposición sus actuales informes periódicos sin cargo en su sitio web. El Formulario 10-K, así como otras presentaciones de la SEC se pueden buscar en la base de datos EDGAR en el sitio web de la SEC.
Además del formulario 10-K que se presenta anualmente, una compañía también debe presentar informes trimestrales en el Formulario 10-Q. La información para el último trimestre del año fiscal de una empresa se incluye en la 10-K anual, por lo que solo se presentan tres presentaciones 10-Q cada año. En el período comprendido entre estas presentaciones, y en caso de un evento significativo (por ejemplo, la partida de un CEO, bancarrota de la compañía, entre otras), debe presentarse un Formulario 8-K en donde se proporcione información actualizada del estado de la compañía.
El nombre del Formulario 10-K proviene de la designación del Código de Regulaciones Federales (CFR) del formulario de conformidad con los artículos 13 y 15 (d) de la Ley del Mercado de Valores de 1934 y sus modificaciones.

## Formularios relacionados
A diferencia del 10-K presentado anualmente, otros formularios tienen fines relacionados pero presentados en lapsos de tiempo distintos. El Formulario 10-Q, mucho más breve, se archiva después de cada uno de los tres cuartos que no tienen una presentación de 10-K. El Formulario 8-K cubre eventos materiales especiales que ocurren entre las presentaciones 10-K y 10-Q.
Un número considerable de empresas presentaron su formulario 10-K como formulario 10-K405 a fines de la década de 1990 y principios de la década de 2000 (década). Un 10-K405 es un 10-K donde se verifica el recuadro del Artículo 405 de la regla S-K en la portada. Debido a la confusión en su aplicación, el 10-K405 fue eliminado en 2002.

## Presentación de Fechas Límite
Históricamente, el formulario 10-K tuvo que ser presentado a la SEC dentro de los 90 días posteriores al final del año fiscal de la compañía. Sin embargo, en 2004, la SEC aprobó una Regla final que cambió los plazos a 60 días para el Formulario 10-K para "declarantes acelerados"; es decir, los emisores que tienen una flotación pública de al menos $ 75 millones, que han estado sujetos a los requisitos de información de la Ley de Intercambio durante al menos 12 meses calendario, que anteriormente presentaron al menos un informe anual y que no son elegibles para presentar sus informes trimestrales y informes anuales en los Formularios 10-QSB y 10-KSB. Estos plazos acortados debían introducirse progresivamente durante un período de tres años, sin embargo, en 2004, la SEC pospuso la fase de tres años por un año. En diciembre de 2005, la SEC creó una tercera categoría de "declarantes acelerados grandes", contribuyentes acelerados con una flotación pública de más de $ 700 millones. A partir del 27 de diciembre de 2005, la fecha límite para la presentación de solicitantes de fondos acelerados grandes era todavía de 75 días; sin embargo, comenzando con el año fiscal que finaliza el 15 de diciembre de 2006 o posteriormente, el plazo se cambió a 60 días. Para otros contribuyentes acelerados, el plazo se mantiene en 75 días y para los contribuyentes no acelerados el plazo se mantiene en 90 días. Para más información, consulte la sección Reglas finales del sitio web de la SEC, haciendo referencia a la Regla 33-8644.